# 莫尔区
莫尔区（匈牙利語：Móri járás），是匈牙利费耶尔州的一个区，总面积417.55平方公里，总人口33,070人（2011年），人口密度84人/平方公里。中心城市为莫尔。

## 市镇
莫尔区包含两个城镇和11个村庄。